# Grundschöttel (Wetter)
Grundschöttel ist ein Ortsteil und eine Gemarkung der Stadt Wetter (Ruhr) im Ennepe-Ruhr-Kreis in Nordrhein-Westfalen. Bis 1939 war Grundschöttel eine eigenständige Gemeinde.

## Geographie
Die Gemarkung Grundschöttel liegt südlich der Ruhr und gehört zum Stadtteil Volmarstein der Stadt Wetter (Ruhr).

## Geschichte
Grundschöttel wurde erstmals 1327 urkundlich mit einem Hermannus de Gruntschotele erwähnt. 1377 urkundlich mit Herman van Gruntscotele. Der heutige Ortsname Grundschöttel erscheint erstmals 1841 in einer Ortschaftstabelle.
Grundschöttel gehörte im Spätmittelalter und der Frühen Neuzeit in eigener Bauerschaft (Gruytschotteler burschop) im Amt Wetter und Gericht Volmarstein zur Grafschaft Mark. Laut dem Schatzbuch der Grafschaft Mark von 1486 hatten die 12 Steuerpflichtigen in der Bauerschaft zwischen 1 und 10 Goldgulden an Abgabe zu leisten. Größter Steuerzahler war Alke to Ellynkhusen mit 10 Goldgulden. Im Jahr 1705 waren in der vergrößerten Bauerschaft 23 Steuerpflichtige mit Abgaben an die Rentei Wetter im Kataster verzeichnet.
Eine Deutung des Ortsnamens ist unsicher, so bleibt die Annahme eines Bauwerks, vielleicht einer Einhegung, am oder im Boden, die vermutlich die Benennung motivierte.
Seit dem 19. Jahrhundert bildete Grundschöttel eine Landgemeinde im Amt Volmarstein des Landkreises Hagen im westfälischen Regierungsbezirk Arnsberg. 1885 gab es in der Landgemeinde Grundschöttel auf 578 ha Fläche, davon 270 ha Ackerland, 56 ha Wiesen, 201 ha Holzungen, 38 Wohnplätze, 139 Wohnhäuser mit 215 Haushaltungen und 1159 Einwohner.
Bis ins 19. Jahrhundert wurde in Grundschöttel Steinkohlebergbau betrieben, zuletzt in der Zeche Vereinigte Wülfingsburg. Seit 1929 gehörte Grundschöttel zum Ennepe-Ruhr-Kreis. 1939 wurde Grundschöttel nach Volmarstein eingemeindet und am 1. Januar 1970 kam Grundschöttel mit Volmarstein zur Stadt Wetter.

## Einwohnerentwicklung
| Jahr | Einwohner | Quelle |
| ---- | --------- | ------ |
| 1871 | 1073      | [ 6 ]  |
| 1885 | 1159      | [ 7 ]  |
| 1895 | 1385      | [ 8 ]  |
| 1910 | 2097      | [ 9 ]  |
| 1933 | 2961      | [ 10 ] |

## Baudenkmäler
Unter Denkmalschutz stehen in Grundschöttel die Fachwerkhäuser Am Hasenkamp 1, Hover Weg 20 und Schlebuscher Straße 165 (am 1. Januar 2018 durch einen Brand zerstört), das Speisehaus in der Grundschötteler Straße 21, die Baptistenkapelle in der Grundschötteler Straße 48 sowie ein alter Trassenabschnitt der ehemaligen Schlebusch-Harkorter Kohlenbahn.

## Sport
Der örtliche Sportverein ist der TuS Grundschöttel.

## Verkehr
Grundschöttel wird von der Bundesstraße 234 durchquert.

## Persönlichkeiten
- Helmut Kollhosser (1934–2004), Jurist und Hochschullehrer, in Grundschöttel geboren
- Gustav Friedrich Nagel (1868–1944), Theologe, in Grundschöttel geboren
- Johann Georg Fetzer (1845–1909), Prediger der Grundschötteler Baptistengemeinde
- Johann Andreas Gülzau (1817–1891), Prediger der Grundschötteler Baptistengemeinde
- Freddy Ende, Ehrenbürger